# Куће мале, кречене у бело
Куће мале, кречене у бело је песма српског певача Петра Бушића. Први пут је објављена 1986. године, под окриљем издавачке куће Војводинаконцерт, на Бушићем студијском албуму Вратите се, хеј земљаци. Слушанија је постала тек десет година касније, када су је снимили Снежана Ђуришић и Ера Ојданић.